# Selling England by the Pound
Selling England by the Pound är progrockgruppen Genesis femte studioalbum, utgivet i september 1973. Albumet var deras kommersiellt mest framgångsrika under Peter Gabriel-eran, med en tredjeplats på albumlistan i Storbritannien, och räknas som ett av de viktigaste albumen inom progrocken.

## Låtlista
Samtliga låtar skrivna av Tony Banks, Phil Collins, Peter Gabriel, Steve Hackett och Mike Rutherford.
1. "Dancing With the Moonlit Knight" - 8:01
2. "I Know What I Like (In Your Wardrobe)" - 4:06
3. "Firth of Fifth" - 9:34
4. "More Fool Me" - 3:09
5. "The Battle of Epping Forest" - 11:43
6. "After the Ordeal" - 4:12
7. "The Cinema Show" - 11:06
8. "Aisle of Plenty" - 1:31